# خطاب بن الحارث
خطاب بن الحارث صحابي من قريش من بني جمح، أخو حاطب بن الحارث، أسلم بمكة قديمًا، فهو من السابقين الأولين في الإسلام. هاجر إلى أرض الحبشة، ذكره موسى بن عقبة وابن إسحاق فيمن هاجر إلى أرض الحبشة، ومعه امرأته فكيهة بنت يسار،  توفي هناك مسلماً، وله عقب، وقدمت امرأته في إحدى السفينتين إلى المدينة.